# 첨체

첨단체(尖端體, 영어: acrosome)는 많은 동물 정자에서, 정자 머리 부분의 전방 반을 뒤덮는 세포 소기관이다. 첨단체는 골지장치로부터 유래한 모자 형태의 구조이다. 첨단체는 정자가 고환에서의 성숙되는 동안에 형성된다. 진성 태반동물에서, 첨단체는 히알루로니데이스(hyaluronidase)나 아크로신 등을 포함한 소화 효소를 포함하고 있다.

## 첨단 반응
정자가 난자에 접근할 때, 첨단체를 둘러싸는 막은 정자의 세포막과 융합하면서, 첨단체 내부의 내용물을 노출시키며, 정자가 난자와 결합할 수 있도록 해 준다. 첨단체 반응의 형태나 결과 같은 것은 종에 따라 많은 차이가 존재한다. 일부 종에서는 첨단체 반응이 난자를 둘러싸는 층에 의해 시작되기도 한다. 일부 하등 동물 종에서는 정자 머리 끝 부분에 액틴 미세섬유를 중심으로 갖는 돌기가 생겨난다. 이 끝 부분의 막은 난자의 세포막과 융합한다. 불가사리나 성게와 같은 일부 하등 종에서, 노출된 첨단체 내용물의 대부분은 일시적으로 정자를 난자 표면에 붙잡아 둘 수 있는 단백질이다. 포유류동물에서 첨단체 반응은 히알루로니데이스와 아크로신을 방출한다. 하지만 수정 과정에서의 역할은 아직 명확하지 않다. 또한 첨단체 반응은 기존의 정자 세포막을 변경해서 난자 세포막과 융합할 수 있도록 해준다.